# ATC kód S
ATC kód S je oddílem Anatomicko-terapeuticko-chemické klasifikace léčiv.
S. Smyslové orgány
- S01 - Oftalmologika
- S02 - Otologika
- S03 - Oftalmologika a otologika